# Ingo Senst
Ingo Senst (* 26. Dezember 1964 in Braunschweig) ist ein deutscher Kontrabassist des Modern Jazz.

## Wirken
Senst studierte von 1987 bis 1992 in den Niederlanden am Hilversum Conservatorium. Seit 1995 lebt er als freischaffender Musiker in Dortmund. Er war Mitglied in Wil Saldens Glenn Miller Orchestra und arbeitete auch mit Sasha, etwa auf dessen Hitsingle „Lucky Day“. Weiter gehörte Senst zum Groenewald Newnet um Marko Lackner und Primus Sitter, dem Quintett von Ariane Jacobi und der International Škoda All Star Band. zwischen 2007 und 2016 war er als Nachfolger von Matthias Akeo Nowak bei Triosence tätig und auf deren Alben Where Time Stands Still, Turning Points und One Summer Night (Live) zu hören. Seit 2016 ist er Bassist der Götz Alsmann Band. Weiter spielte er auch mit Tom Gäbel, Dusko Goykovich, Stefan Bauer, Philip Catherine, Thomas Alkier, Ramesh Shotham, Andy Haderer, Silvia Droste, Thomas Hufschmidt (Cape Impressions) oder dem Modern String Quartet. Er hat diverse Tonträger und Rundfunkproduktionen eingespielt, etwa mit Raise the Roof, und tourte im Laufe seiner Karriere in zahlreichen Ländern.